# Acanthocyclops pilosus
Acanthocyclops pilosus är en kräftdjursart som beskrevs av Andreas Kiefer 1934. Acanthocyclops pilosus ingår i släktet Acanthocyclops och familjen Cyclopidae. Inga underarter finns listade i Catalogue of Life.